# Гейгерстаун (Меріленд)
Гейгерстаун (англ. Hagerstown) — місто (англ. city) в США, Адміністративний центр та найбільший населений пункт округу Вашингтон штату Меріленд. Населення — 43 527 осіб (2020).

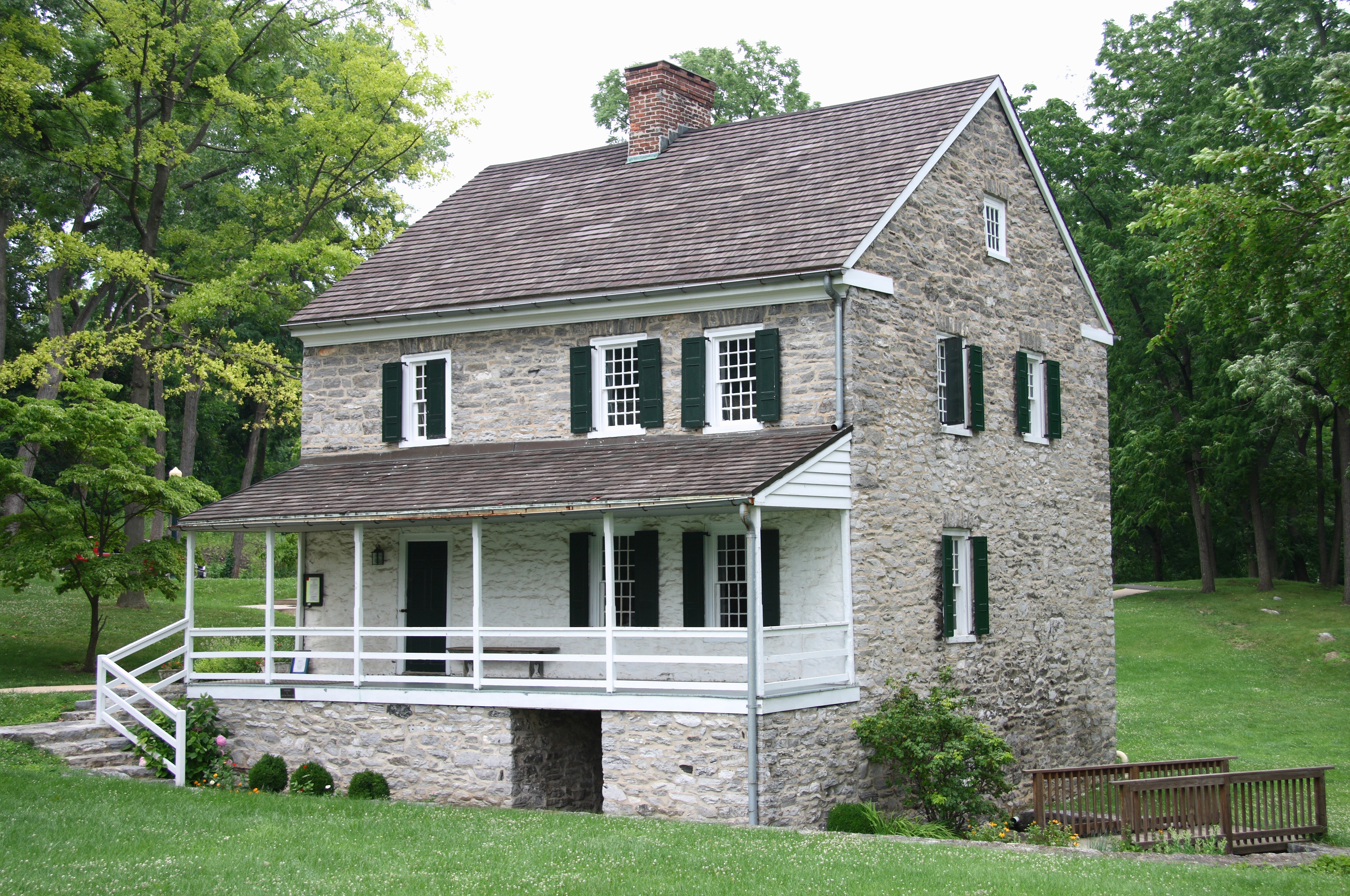
Будинок Йонатана Хаґера

## Демографія
Згідно з даними перепису населення 2010 року, у Гейґерстауні проживало 39 662 особи. 2000 року цей показник становив 37 099 осіб.
Расовий склад жителів міста 2010 року розподілився таким чином: представників білої раси 75,75 %, афроамериканців 15,48 %, корінних американців 0,08 %, азіатів 1,27 %, представників двох і більше рас 5,05 %, латиноамериканців будь-якої раси 5,63 %.

## Географія
Гейґерстаун розташований за координатами 39°38′25″ пн. ш. 77°43′22″ зх. д. / 39.64028° пн. ш. 77.72278° зх. д. (39.640182, -77.722691).  За даними Бюро перепису населення США в 2010 році місто мало площу 30,55 км², з яких 30,53 км² — суходіл та 0,03 км² — водойми.

### Клімат
| Клімат : Гейґерстаун    | Клімат : Гейґерстаун | Клімат : Гейґерстаун | Клімат : Гейґерстаун | Клімат : Гейґерстаун | Клімат : Гейґерстаун | Клімат : Гейґерстаун | Клімат : Гейґерстаун | Клімат : Гейґерстаун | Клімат : Гейґерстаун | Клімат : Гейґерстаун | Клімат : Гейґерстаун | Клімат : Гейґерстаун | Клімат : Гейґерстаун |
| Показник                | Січ.                 | Лют.                 | Бер.                 | Квіт.                | Трав.                | Черв.                | Лип.                 | Серп.                | Вер.                 | Жовт.                | Лист.                | Груд.                | Рік                  |
| Абсолютний максимум, °C | 25,6                 | 27,8                 | 31,1                 | 34,4                 | 35,6                 | 38,9                 | 41,7                 | 40,0                 | 38,3                 | 35,0                 | 28,3                 | 23,9                 | 41,7                 |
| Середній максимум, °C   | 3,5                  | 5,2                  | 10,4                 | 17,2                 | 22,3                 | 27,4                 | 29,6                 | 28,3                 | 24,1                 | 18,4                 | 11,9                 | 5,2                  | 17,0                 |
| Середній мінімум, °C    | −4,8                 | −3,4                 | 0,2                  | 5,9                  | 11,0                 | 16,3                 | 18,6                 | 17,6                 | 13,4                 | 6,9                  | 2,4                  | −2,9                 | 6,8                  |
| Абсолютний мінімум, °C  | −32,8                | −28,9                | −21,7                | −12,8                | −5                   | −1,1                 | 5,6                  | 3,9                  | −3,9                 | −7,8                 | −20                  | −25                  | −32,8                |
| Норма опадів, мм        | 68                   | 65                   | 86                   | 90                   | 102                  | 99                   | 87                   | 80                   | 93                   | 73                   | 82                   | 73                   | 998                  |
| ----------------------- | -------------------- | -------------------- | -------------------- | -------------------- | -------------------- | -------------------- | -------------------- | -------------------- | -------------------- | -------------------- | -------------------- | -------------------- | -------------------- |
| Джерело: NOAA           |                      |                      |                      |                      |                      |                      |                      |                      |                      |                      |                      |                      |                      |

## Демографія
Згідно з переписом 2010 року, у місті мешкали 39 662 особи в 16 449 домогосподарствах у складі 9436 родин. Густота населення становила 1298 осіб/км².  Було 18682 помешкання (611/км²).
Расовий склад населення:
| - 75,8 % — білих - 15,5 % — чорних або афроамериканців - 1,3 % — азіатів - 0,3 % — корінних американців - 0,1 % — вихідців з тихоокеанських островів - 2,1 % — осіб інших рас |

До двох чи більше рас належало 5,1 %. Частка іспаномовних становила 5,6 % від усіх жителів.
За віковим діапазоном населення розподілялося таким чином: 25,8 % — особи молодші 18 років, 61,9 % — особи у віці 18—64 років, 12,3 % — особи у віці 65 років та старші. Медіана віку мешканця становила 34,5 року. На 100 осіб жіночої статі у місті припадало 89,8 чоловіків;  на 100 жінок у віці від 18 років та старших — 86,2 чоловіків також старших 18 років.
Середній дохід на одне домашнє господарство  становив 50 736 доларів США (медіана — 39 251), а середній дохід на одну сім'ю — 58 235 доларів (медіана — 47 421). Медіана доходів становила 40 578 доларів для чоловіків та 32 373 долари для жінок. За межею бідності перебувало 26,8 % осіб, у тому числі 39,9 % дітей у віці до 18 років та 15,8 % осіб у віці 65 років та старших.
Цивільне працевлаштоване населення становило 17 107 осіб. Основні галузі зайнятості: освіта, охорона здоров'я та соціальна допомога — 20,3 %, роздрібна торгівля — 13,6 %, мистецтво, розваги та відпочинок — 12,3 %.